# Вінклер (округ, Техас)
Шаблон:StateAbbr_ 31°52′ пн. ш. 103°03′ зх. д. / 31.86° пн. ш. 103.05° зх. д.
Округ Вінклер (англ. Winkler County) — округ (графство) у штаті Техас, США. Ідентифікатор округу 48495.

## Історія
Округ утворений 1887 року.

## Демографія
За даними перепису 2000 року загальне населення округу становило 7173 осіб, зокрема міського населення було 5821, а сільського — 1352. Серед мешканців округу чоловіків було 3520, а жінок — 3653. В окрузі було 2584 домогосподарства, 1970 родин, які мешкали в 3214 будинках. Середній розмір родини становив 3,18.
Віковий розподіл населення поданий у таблиці:
| Стать    | До 15 років | 15-21 | 22-29 | 30-39 | 40-49 | 50-65 | 65-85 | Понад 85 |
| -------- | ----------- | ----- | ----- | ----- | ----- | ----- | ----- | -------- |
| Чоловіки | 857         | 411   | 321   | 470   | 523   | 483   | 413   | 42       |
| Жінки    | 839         | 414   | 308   | 453   | 537   | 529   | 503   | 70       |

## Суміжні округи
- Ендрюс — північний схід
- Ектор — схід
- Ворд — південь
- Лавінг — захід
- Леа, Нью-Мексико —  північний захід (Гірський час)

## Виноски
1. ↑  Texas State Historical Association, Barkley R. R., Tyler R. C. Handbook of Texas — Texas State Historical Association, 1952. — ISBN 978-0-87611-151-2
2. ↑  U.S. Decennial Census. United States Census Bureau. Архів оригіналу за 4 квітня 2018. Процитовано 12 травня 2015.
3. ↑  Texas Almanac: Population History of Counties from 1850–2010 (PDF). Texas Almanac. Архів оригіналу (PDF) за 26 лютого 2015. Процитовано 12 травня 2015.
4. ↑  State & County QuickFacts. United States Census Bureau. Архів оригіналу за 5 лютого 2016. Процитовано 29 грудня 2013.(англ.) Наведено за англійською вікіпедією.
5. ↑  American FactFinder. Бюро перепису населення США. Архів оригіналу за 26 лютого 2012. Процитовано 31 січня 2008.

| США | Це незавершена стаття з географії США. Ви можете допомогти проєкту, виправивши або дописавши її. |